# Élections municipales de 1995 dans les Côtes-d'Armor
Les élections municipales dans les Côtes-d'Armor ont eu lieu les 11 et 18 juin 1995.

## Maires sortants et maires élus
| Commune              | Population | Maire sortant       | Parti | Parti  | Maire élu                 | Parti | Parti  |
| -------------------- | ---------- | ------------------- | ----- | ------ | ------------------------- | ----- | ------ |
| Bégard               | 4 906      | Noël Bernard        |       | PCF    | Noël Bernard              |       | PCF    |
| Binic                | 2 798      | Michel Laudrin      |       | PS     | Alain Guilloux            |       | DVD    |
| Callac               | 2 592      | Félix Leyzour       |       | PCF    | Félix Leyzour             |       | PCF    |
| Dinan                | 11 591     | René Benoît         |       | UDF    | René Benoît               |       | UDF    |
| Erquy                | 3 568      | Georges Catros      |       | PS     | Bernard Nonnet            |       | DVD    |
| Guingamp             | 7 905      | Albert Lissillour   |       | RPR    | Noël Le Graët             |       | PS     |
| Hillion              | 3 591      | Jeanine Hébert      |       | DVD    | Claude Campion            |       | UDF    |
| Lamballe             | 9 894      | Fernand Labbé       |       | RPR    | Loïc Cauret               |       | PS     |
| Langueux             | 5 938      | Michel Lesage       |       | PS     | Michel Lesage             |       | PS     |
| Lannion              | 16 958     | Alain Gouriou       |       | PS     | Alain Gouriou             |       | PS     |
| Lanvallay            | 3 310      | Joseph Brasset      |       | DVD    | Jean-Yves Delarocheaulion |       | DVD    |
| Léhon                | 3 219      | Georges Hervé       |       | Centr. | Georges Hervé             |       | Centr. |
| Loudéac              | 9 820      | Didier Chouat       |       | PS     | Didier Chouat             |       | PS     |
| Merdrignac           | 2 791      | Bernard Sohier      |       | UDF    | Bernard Sohier            |       | UDF    |
| Pabu                 | 2 772      | Georges Le Normand  |       | PS     | Georges Le Normand        |       | PS     |
| Paimpol              | 7 856      | Max Querrien        |       | PS     | Paulette Kapry            |       | PS     |
| Perros-Guirec        | 7 497      | Yvon Bonnot         |       | UDF    | Yvon Bonnot               |       | UDF    |
| Plaintel             | 3 557      | André Boishardy     |       | DVD    | André Boishardy           |       | DVD    |
| Plancoët             | 2 507      | Marcel Legoff       |       | DVG    | Marcel Legoff             |       | DVG    |
| Plédran              | 5 395      | Patrice Melscoët    |       | RPR    | Patrice Melscoët          |       | RPR    |
| Plémet               | 3 071      | Louis Piton         |       | UDF    | Louis Piton               |       | UDF    |
| Pléneuf-Val-André    | 3 600      | Guillaume Guédo     |       | DVD    | Guillaume Guédo           |       | DVD    |
| Plérin               | 12 108     | Yves Le Faucheur    |       | UDF    | Yves Le Faucheur          |       | UDF    |
| Pleslin-Trigavou     | 2 830      | Charles Josselin    |       | PS     | Charles Josselin          |       | PS     |
| Plestin-les-Grèves   | 3 237      | Roger Rioual        |       | PCF    | André Lucas               |       | PS     |
| Pleubian             | 2 963      | Jean-Yves Simon     |       | PS     | Loïc Mahé                 |       | DVD    |
| Pleumeur-Bodou       | 3 677      | Pierrick Perrin     |       | PS     | Pierrick Perrin           |       | PS     |
| Plœuc-sur-Lié        | 2 932      | Henri Bozec         |       | PS     | Henri Bozec               |       | PS     |
| Ploubazlanec         | 3 725      | Joseph Lec'hvien    |       | DVD    | Yvon Richard              |       | PS     |
| Ploubezre            | 2 709      | Jean-Yves Menou     |       | PS     | Jean-Yves Menou           |       | PS     |
| Plouézec             | 3 089      | Philippe Coulau     |       | UDB    | Raymond Charlès           |       | PS     |
| Ploufragan           | 10 583     | Jean Dérian         |       | PCF    | Jean Dérian               |       | PCF    |
| Plouguernével        | 3 255      | Guy Le Louarn       |       | SE     | Pierre Le Gouez           |       | DVD    |
| Plouha               | 4 197      | Jean Derrien        |       | PS     | Jean Derrien              |       | PS     |
| Ploumagoar           | 4 567      | Christian Le Verge  |       | PCF    | Christian Le Verge        |       | PCF    |
| Pordic               | 4 635      | Louis Auffray       |       | UDF    | André Guédé               |       | PS     |
| Quessoy              | 3 105      | Jean Labbé          |       | DVD    | Jean Labbé                |       | DVD    |
| Quévert              | 3 007      | Louis Martin        |       | SE     | Louis Martin              |       | SE     |
| Quintin              | 2 602      | François Kergoat    |       | DVD    | Claude Morin              |       | DVD    |
| Rostrenen            | 3 664      | Marie-Paule Donniou |       | DVD    | Christian Gautier         |       | DVD    |
| Saint-Brieuc         | 44 752     | Claude Saunier      |       | PS     | Claude Saunier            |       | PS     |
| Saint-Cast-le-Guildo | 3 093      | Yves Sabouret       |       | UDF    | Henri Baudet              |       | DVG    |
| Saint-Quay-Portrieux | 3 018      | François Héry       |       | DVD    | Jacques Heurtel           |       | DVD    |
| Trébeurden           | 3 094      | Pierre Jagoret      |       | PS     | Michel Lissillour         |       | DVD    |
| Trégueux             | 6 970      | Marcel Rault        |       | DVG    | Jean Basset               |       | PS     |
| Tréguier             | 2 799      | Claude Nicol        |       | DVD    | Bernard Cohan             |       | PS     |
| Yffiniac             | 3 510      | Marcel Chaplain     |       | PS     | Marcel Chaplain           |       | PS     |

## Résultats dans les communes de plus de2 500 habitants

### Dinan
- Maire sortant : René Benoit (UDF-PR)
- 33 sièges à pourvoir au conseil municipal (population légale 1990 : 11 591 habitants)

|                                                      |                   |                |              |              |             |             |        |        |  |
| Tête de liste                                        | Tête de liste     | Liste          | Premier tour | Premier tour | Second tour | Second tour | Sièges | Sièges |  |
| Tête de liste                                        | Tête de liste     | Liste          | Voix         | %            | Voix        | %           | CM     |        |  |
|                                                      | René Benoit *     | UDF-RPR        | 2 520        | 46,59        | 3 011       | 53,41       | 26     |        |  |
| Pour Dinan, avec passion et raison                   |                   |                | 2 520        | 46,59        | 3 011       | 53,41       | 26     |        |  |
|                                                      | Didier Morel      | PS             | 1 642        | 30,36        | 2 629       | 46,59       | 7      |        |  |
| Dinan demain : une équipe, une volonté, une ambition |                   |                | 1 642        | 30,36        | 2 629       | 46,59       | 7      |        |  |
|                                                      | Éric Fest         | DVG            | 582          | 10,76        |             |             |        |        |  |
| Vivre Dinan                                          |                   |                | 582          | 10,76        |             |             |        |        |  |
|                                                      | Patrick Diveu     | DVD            | 456          | 8,43         |             |             |        |        |  |
| Dinan d'abord                                        |                   |                | 456          | 8,43         |             |             |        |        |  |
|                                                      | Christiane Nennot | PCF            | 208          | 3,84         |             |             |        |        |  |
| Dinan Plurielle                                      |                   |                | 208          | 3,84         |             |             |        |        |  |
|                                                      |                   |                |              |              |             |             |        |        |  |
| Inscrits                                             | Inscrits          | Inscrits       | 7 898        | 100,00       | 7 896       | 100,00      |        |        |  |
| Abstentions                                          | Abstentions       | Abstentions    | 2 300        | 29,12        | 2 023       | 25,62       |        |        |  |
| Votants                                              | Votants           | Votants        | 5 598        | 70,88        | 5 873       | 74,38       |        |        |  |
| Blancs ou nuls                                       | Blancs ou nuls    | Blancs ou nuls | 190          | 3,39         | 233         | 3,97        |        |        |  |
| Exprimés                                             | Exprimés          | Exprimés       | 5 408        | 96,60        | 5 640       | 96,03       |        |        |  |
| * Liste du maire sortant                             |                   |                |              |              |             |             |        |        |  |

### Guingamp
- Maire sortant : Albert Lissillour (RPR)
- 29 sièges à pourvoir au conseil municipal (population légale 1990 : 7 905 habitants)

| Tête de liste                                   | Tête de liste       | Liste          | Premier tour | Premier tour | Second tour | Second tour | Sièges | Sièges |
| Tête de liste                                   | Tête de liste       | Liste          | Voix         | %            | Voix        | %           | CM     |        |
| ----------------------------------------------- | ------------------- | -------------- | ------------ | ------------ | ----------- | ----------- | ------ | ------ |
|                                                 | Noël Le Graët       | DVG (sout. PS) | 1 492        | 40,87        | 1 917       | 50,86       | 22     |        |
| Vivre ici avec et pour les Guingampais          |                     |                | 1 492        | 40,87        | 1 917       | 50,86       | 22     |        |
|                                                 | Albert Lissillour * | RPR            | 1 453        | 39,89        | 1 852       | 49,14       | 7      |        |
| Guingamp avant tout                             |                     |                | 1 453        | 39,89        | 1 852       | 49,14       | 7      |        |
|                                                 | Gilles Crabouillet  | PCF            | 503          | 13,78        |             |             |        |        |
| Avec et pour les Guingampais, à gauche vraiment |                     |                | 503          | 13,78        |             |             |        |        |
|                                                 | Hervé Le Bec        | Emgann-LV      | 202          | 5,53         |             |             |        |        |
| Gwengamp mod all - Agir autrement pour Guingamp |                     |                | 202          | 5,53         |             |             |        |        |
|                                                 |                     |                |              |              |             |             |        |        |
| Inscrits                                        | Inscrits            | Inscrits       | 5 282        | 100,00       | 5 282       | 100,00      |        |        |
| Abstentions                                     | Abstentions         | Abstentions    | 1 505        | 28,49        | 1 361       | 25,77       |        |        |
| Votants                                         | Votants             | Votants        | 3 777        | 71,51        | 3 921       | 74,23       |        |        |
| Blancs ou nuls                                  | Blancs ou nuls      | Blancs ou nuls | 127          | 3,36         | 152         | 3,88        |        |        |
| Exprimés                                        | Exprimés            | Exprimés       | 3 650        | 96,64        | 3 769       | 96,12       |        |        |
| * Liste du maire sortant                        |                     |                |              |              |             |             |        |        |

### Lamballe
- Maire sortant : Fernand Labbé (RPR), ne se représente pas
- 29 sièges à pourvoir au conseil municipal (population légale 1990 : 9 894 habitants)

| Tête de liste                                           | Tête de liste  | Liste          | Premier tour | Premier tour | Second tour | Second tour | Sièges | Sièges |
| Tête de liste                                           | Tête de liste  | Liste          | Voix         | %            | Voix        | %           | CM     |        |
| ------------------------------------------------------- | -------------- | -------------- | ------------ | ------------ | ----------- | ----------- | ------ | ------ |
|                                                         | Loïc Cauret    | PS-PCF         | 908          | 43,36        | 1 115       | 51,64       | 9      |        |
| Progressons ensemble pour Lamballe et le Grand Lamballe |                |                | 908          | 43,36        | 1 115       | 51,64       | 9      |        |
|                                                         | Michel Boschat | DVD            | 793          | 37,87        | 747         | 34,60       | 2      |        |
| Horizon 2000                                            |                |                | 793          | 37,87        | 747         | 34,60       | 2      |        |
|                                                         | Jean Tassel    | RPR            | 393          | 18,77        | 297         | 13,76       | 1      |        |
| Réagir pour l'avenir de Lamballe                        |                |                | 393          | 18,77        | 297         | 13,76       | 1      |        |
|                                                         |                |                |              |              |             |             |        |        |
| Inscrits                                                | Inscrits       | Inscrits       | 2 989        | 100,00       | 2 987       | 100,00      |        |        |
| Abstentions                                             | Abstentions    | Abstentions    | 813          | 27,20        | 804         | 26,92       |        |        |
| Votants                                                 | Votants        | Votants        | 2 176        | 72,80        | 2 183       | 73,08       |        |        |
| Blancs ou nuls                                          | Blancs ou nuls | Blancs ou nuls | 82           | 3,77         | 24          | 1,10        |        |        |
| Exprimés                                                | Exprimés       | Exprimés       | 2 094        | 96,23        | 2 159       | 98,90       |        |        |

### Lannion
- Maire sortant : Alain Gouriou (PS)
- 33 sièges à pourvoir au conseil municipal (population légale 1990 : 16 958 habitants)

|                                                                        | Alain Gouriou *       | PS-PCF-UDB     | 4 442  | 55,84  | 26 |  |  |  |
| Agir pour Lannion avec la gauche pour une ville solidaire et dynamique |                       |                | 4 442  | 55,84  | 26 |  |  |  |
|                                                                        | Yves Nédélec          | RPR-UDF-DVD    | 2 451  | 30,81  | 5  |  |  |  |
| Ensemble pour Lannion                                                  |                       |                | 2 451  | 30,81  | 5  |  |  |  |
|                                                                        | Marc de Saint-Laurent | LV-AREV        | 543    | 6,82   | 1  |  |  |  |
| Solidarité écologie lannionnaise - Sel                                 |                       |                | 543    | 6,82   | 1  |  |  |  |
|                                                                        | Jean-Yves Callac      | REG            | 518    | 6,51   | 1  |  |  |  |
| Sous le chêne vert de Lannion                                          |                       |                | 518    | 6,51   | 1  |  |  |  |
|                                                                        |                       |                |        |        |    |  |  |  |
| Inscrits                                                               | Inscrits              | Inscrits       | 12 500 | 100,00 |    |  |  |  |
| Abstentions                                                            | Abstentions           | Abstentions    | 4 341  | 34,73  |    |  |  |  |
| Votants                                                                | Votants               | Votants        | 8 159  | 65,27  |    |  |  |  |
| Blancs ou nuls                                                         | Blancs ou nuls        | Blancs ou nuls | 205    | 2,51   |    |  |  |  |
| Exprimés                                                               | Exprimés              | Exprimés       | 7 954  | 97,49  |    |  |  |  |
| * Liste du maire sortant                                               |                       |                |        |        |    |  |  |  |

### Loudéac
- Maire sortant : Didier Chouat (PS)
- 29 sièges à pourvoir au conseil municipal (population légale 1990 : 9 820 habitants)

|                                | Didier Chouat * | PS             | 3 302 | 60,89  | 24 |  |  |  |
| Loudéac en marche              |                 |                | 3 302 | 60,89  | 24 |  |  |  |
|                                | Pierre Étienne  | DVD            | 2 121 | 39,11  | 5  |  |  |  |
| Loudéac au cœur de la Bretagne |                 |                | 2 121 | 39,11  | 5  |  |  |  |
|                                |                 |                |       |        |    |  |  |  |
| Inscrits                       | Inscrits        | Inscrits       | 7 200 | 100,00 |    |  |  |  |
| Abstentions                    | Abstentions     | Abstentions    | 1 544 | 21,44  |    |  |  |  |
| Votants                        | Votants         | Votants        | 5 656 | 78,56  |    |  |  |  |
| Blancs ou nuls                 | Blancs ou nuls  | Blancs ou nuls | 233   | 4,12   |    |  |  |  |
| Exprimés                       | Exprimés        | Exprimés       | 5 423 | 95,88  |    |  |  |  |
| * Liste du maire sortant       |                 |                |       |        |    |  |  |  |

### Paimpol
- Maire sortant : Max Querrien (PS), ne se représente pas
- 29 sièges à pourvoir au conseil municipal (population légale 1990 : 7 856 habitants)

| Tête de liste                  | Tête de liste     | Liste          | Premier tour | Premier tour | Second tour | Second tour | Sièges | Sièges |
| Tête de liste                  | Tête de liste     | Liste          | Voix         | %            | Voix        | %           | CM     |        |
| ------------------------------ | ----------------- | -------------- | ------------ | ------------ | ----------- | ----------- | ------ | ------ |
|                                | Jean-Paul Pochard | DVD            | 1 524        | 38,17        | 1 983       | 47,42       | 7      |        |
| Paimpol Cap 2000               |                   |                | 1 524        | 38,17        | 1 983       | 47,42       | 7      |        |
|                                | Paulette Kapry    | DVG            | 1 445        | 36,19        | 2 198       | 52,57       | 22     |        |
| Agir pour Paimpol              |                   |                | 1 445        | 36,19        | 2 198       | 52,57       | 22     |        |
|                                | Michel Kéromest   | PS             | 1 024        | 25,64        |             |             |        |        |
| Union des Forces Démocratiques |                   |                | 1 024        | 25,64        |             |             |        |        |
|                                |                   |                |              |              |             |             |        |        |
| Inscrits                       | Inscrits          | Inscrits       | 6 194        | 100,00       | 6 184       | 100,00      |        |        |
| Abstentions                    | Abstentions       | Abstentions    | 2 028        | 32,74        | 1 780       | 28,78       |        |        |
| Votants                        | Votants           | Votants        | 4 166        | 67,26        | 4 404       | 71,22       |        |        |
| Blancs ou nuls                 | Blancs ou nuls    | Blancs ou nuls | 173          | 4,15         | 223         | 5,06        |        |        |
| Exprimés                       | Exprimés          | Exprimés       | 3 993        | 95,85        | 4 181       | 94,94       |        |        |

### Perros-Guirec
- Maire sortant : Yvon Bonnot (UDF)
- 29 sièges à pourvoir au conseil municipal (population légale 1990 : 7 497 habitants)

|                                                                            | Yvon Bonnot *       | UDF            | 2 743 | 61,82  | 24 |  |  |  |
| Liste conduite par le maire sortant Yvon Bonnot                            |                     |                | 2 743 | 61,82  | 24 |  |  |  |
|                                                                            | Jean-Michel Garnier | PS-PCF         | 1 694 | 38,18  | 5  |  |  |  |
| La Gauche avec vous pour une vie communale démocratique humaine et sociale |                     |                | 1 694 | 38,18  | 5  |  |  |  |
|                                                                            |                     |                |       |        |    |  |  |  |
| Inscrits                                                                   | Inscrits            | Inscrits       | 6 650 | 100,00 |    |  |  |  |
| Abstentions                                                                | Abstentions         | Abstentions    | 2 045 | 30,75  |    |  |  |  |
| Votants                                                                    | Votants             | Votants        | 4 605 | 69,25  |    |  |  |  |
| Blancs ou nuls                                                             | Blancs ou nuls      | Blancs ou nuls | 168   | 3,65   |    |  |  |  |
| Exprimés                                                                   | Exprimés            | Exprimés       | 4 437 | 96,35  |    |  |  |  |
| * Liste du maire sortant                                                   |                     |                |       |        |    |  |  |  |

### Plérin
- Maire sortant : Yves Le Faucheur (UDF)
- 33 sièges à pourvoir au conseil municipal (population légale 1990 : 12 108 habitants)

| Tête de liste                                         | Tête de liste      | Liste           | Premier tour | Premier tour | Second tour | Second tour | Sièges | Sièges |
| Tête de liste                                         | Tête de liste      | Liste           | Voix         | %            | Voix        | %           | CM     |        |
| ----------------------------------------------------- | ------------------ | --------------- | ------------ | ------------ | ----------- | ----------- | ------ | ------ |
|                                                       | Yves Le Faucheur * | UDF-RPR-DVD     | 2 461        | 39,96        | 3 158       | 49,77       | 25     |        |
| Liste d'entente et d'action pour l'avenir de Plérin   |                    |                 | 2 461        | 39,96        | 3 158       | 49,77       | 25     |        |
|                                                       | Jean-Paul Gicquel  | PCF-UDB-AREV    | 1 622        | 26,34        | 2 506       | 39,50       | 7      |        |
| Mieux vivre à Plérin                                  |                    |                 | 1 622        | 26,34        | 2 506       | 39,50       | 7      |        |
|                                                       | Yves Dumond        | PS              | 1 266        | 20,56        |             |             |        |        |
| Rassemblement et renouveau de la gauche à Plérin      |                    |                 | 1 266        | 20,56        |             |             |        |        |
|                                                       | Joseph Got         | DVD (Gaulliste) | 810          | 13,15        | 681         | 10,73       | 1      |        |
| Ensemble, pour une gestion juste et sereine de Plérin |                    |                 | 810          | 13,15        | 681         | 10,73       | 1      |        |
|                                                       |                    |                 |              |              |             |             |        |        |
| Inscrits                                              | Inscrits           | Inscrits        | 8 892        | 100,00       | 8 890       | 100,00      |        |        |
| Abstentions                                           | Abstentions        | Abstentions     | 2 545        | 28,62        | 2 264       | 25,47       |        |        |
| Votants                                               | Votants            | Votants         | 6 347        | 71,38        | 6 626       | 74,53       |        |        |
| Blancs ou nuls                                        | Blancs ou nuls     | Blancs ou nuls  | 188          | 2,96         | 281         | 4,24        |        |        |
| Exprimés                                              | Exprimés           | Exprimés        | 6 159        | 97,04        | 6 345       | 95,76       |        |        |
| * Liste du maire sortant                              |                    |                 |              |              |             |             |        |        |

### Ploufragan
- Maire sortant : Jean Dérian (PCF)
- 33 sièges à pourvoir au conseil municipal (population légale 1990 : 10 583 habitants)

|                                | Jean Dérian *     | PCF-PS         | 2 975 | 54,44  | 26 |  |  |  |
| Agir ensemble avec Jean Dérian |                   |                | 2 975 | 54,44  | 26 |  |  |  |
|                                | Gilbert Jaffrelot | UDF-RPR        | 2 490 | 45,56  | 7  |  |  |  |
| Ploufragan, un nouvel élan     |                   |                | 2 490 | 45,56  | 7  |  |  |  |
|                                |                   |                |       |        |    |  |  |  |
| Inscrits                       | Inscrits          | Inscrits       | 7 825 | 100,00 |    |  |  |  |
| Abstentions                    | Abstentions       | Abstentions    | 2 184 | 27,91  |    |  |  |  |
| Votants                        | Votants           | Votants        | 5 641 | 72,09  |    |  |  |  |
| Blancs ou nuls                 | Blancs ou nuls    | Blancs ou nuls | 176   | 3,12   |    |  |  |  |
| Exprimés                       | Exprimés          | Exprimés       | 5 465 | 96,88  |    |  |  |  |
| * Liste du maire sortant       |                   |                |       |        |    |  |  |  |

### Saint-Brieuc
- Maire sortant : Claude Saunier (PS)
- 43 sièges à pourvoir au conseil municipal (population légale 1990 : 44 752 habitants)

| Tête de liste                                                           | Tête de liste      | Liste              | Premier tour | Premier tour | Second tour | Second tour | Sièges | Sièges |
| Tête de liste                                                           | Tête de liste      | Liste              | Voix         | %            | Voix        | %           | CM     |        |
| ----------------------------------------------------------------------- | ------------------ | ------------------ | ------------ | ------------ | ----------- | ----------- | ------ | ------ |
|                                                                         | Claude Saunier *   | PS-PCF-UDB-MDC-DVG | 8 296        | 43,34        | 10 886      | 54,73       | 34     |        |
| Saint-Brieuc, une ambition partagée                                     |                    |                    | 8 296        | 43,34        | 10 886      | 54,73       | 34     |        |
|                                                                         | Christian Daniel   | RPR-UDF-DVD        | 7 001        | 36,57        | 9 005       | 45,27       | 9      |        |
| Saint-Brieuc pour tous                                                  |                    |                    | 7 001        | 36,57        | 9 005       | 45,27       | 9      |        |
|                                                                         | Marc Boivin        | LV-AREV            | 1 286        | 6,72         |             |             |        |        |
| Saint-Brieuc Écologie Solidarité                                        |                    |                    | 1 286        | 6,72         |             |             |        |        |
|                                                                         | Gérard Gautier     | SE                 | 865          | 4,52         |             |             |        |        |
| Saint-Brieuc, nouveau cap                                               |                    |                    | 865          | 4,52         |             |             |        |        |
|                                                                         | Marie-Claude Génie | FN                 | 806          | 4,21         |             |             |        |        |
| Saint-Brieuc, ville française                                           |                    |                    | 806          | 4,21         |             |             |        |        |
|                                                                         | Alain Le Fol       | LO                 | 584          | 3,05         |             |             |        |        |
| Lutte ouvrière pour un plan de défense des travailleurs et des chômeurs |                    |                    | 584          | 3,05         |             |             |        |        |
|                                                                         | Édouard Le Moigne  | PT                 | 304          | 1,59         |             |             |        |        |
| Défense de la démocratie communale                                      |                    |                    | 304          | 1,59         |             |             |        |        |
|                                                                         |                    |                    |              |              |             |             |        |        |
| Inscrits                                                                | Inscrits           | Inscrits           | 32 934       | 100,00       | 32 931      | 100,00      |        |        |
| Abstentions                                                             | Abstentions        | Abstentions        | 13 407       | 40,71        | 12 297      | 37,34       |        |        |
| Votants                                                                 | Votants            | Votants            | 19 527       | 59,29        | 20 634      | 62,66       |        |        |
| Blancs ou nuls                                                          | Blancs ou nuls     | Blancs ou nuls     | 385          | 1,97         | 743         | 3,60        |        |        |
| Exprimés                                                                | Exprimés           | Exprimés           | 19 142       | 98,03        | 19 891      | 96,40       |        |        |
| * Liste du maire sortant                                                |                    |                    |              |              |             |             |        |        |

### Trégueux
- Maire sortant : Marcel Rault (DVG), ne se représente pas
- 29 sièges à pourvoir au conseil municipal (population légale 1990 : 6 970 habitants)

| Tête de liste                 | Tête de liste  | Liste          | Premier tour | Premier tour | Second tour | Second tour | Sièges | Sièges |
| Tête de liste                 | Tête de liste  | Liste          | Voix         | %            | Voix        | %           | CM     |        |
| ----------------------------- | -------------- | -------------- | ------------ | ------------ | ----------- | ----------- | ------ | ------ |
|                               | Robert Lefort  | DVD            | 1 493        | 40,35        | 1 788       | 46,26       | 7      |        |
| Ensemble pour Trégueux        |                |                | 1 493        | 40,35        | 1 788       | 46,26       | 7      |        |
|                               | Jean Basset    | DVG            | 1 305        | 35,27        | 2 033       | 52,60       | 22     |        |
| Trégueux 2001, un nouvel élan |                |                | 1 305        | 35,27        | 2 033       | 52,60       | 22     |        |
|                               | Rémy Lefeuvre  | PS-PCF         | 902          | 24,38        | 44          | 1,14        | 0      |        |
| Union de la gauche            |                |                | 902          | 24,38        | 44          | 1,14        | 0      |        |
|                               |                |                |              |              |             |             |        |        |
| Inscrits                      | Inscrits       | Inscrits       | 5 514        | 100,00       | 5 514       | 100,00      |        |        |
| Abstentions                   | Abstentions    | Abstentions    | 1 673        | 30,34        | 1 514       | 27,46       |        |        |
| Votants                       | Votants        | Votants        | 3 841        | 69,66        | 4 000       | 72,54       |        |        |
| Blancs ou nuls                | Blancs ou nuls | Blancs ou nuls | 141          | 3,67         | 135         | 3,37        |        |        |
| Exprimés                      | Exprimés       | Exprimés       | 3 700        | 96,33        | 3 865       | 96,62       |        |        |